# Рамос, Луис Грегорио
Луи́с Грего́рио Ра́мос Мисионе́ (исп. Luis Gregorio Ramos Misioné; 15 мая 1953, Луго) — испанский гребец-байдарочник, выступал за сборную Испании во второй половине 1970-х — первой половине 1980-х годов. Серебряный и бронзовый призёр летних Олимпийских игр, чемпион мира, многократный победитель регат национального значения.

## Биография
Луис Грегорио Рамос родился 15 мая 1953 года в городе Луго, автономное сообщество Галисия.
Первого серьёзного успеха на взрослом международном уровне добился в 1975 году, когда попал в основной состав национальной сборной Испании и побывал на чемпионате мира в югославском Белграде, откуда привёз награды золотого и бронзового достоинства, выигранные в четвёрках на дистанции 1000 метрах и в эстафете 4 × 500 м соответственно. Год спустя прошёл отбор на Олимпиаду в Монреаль — в четвёрках на тысяче метрах завоевал серебряную медаль, пропустив вперёд лишь команду из СССР.
В 1977 году Рамос выступил на чемпионате мира в болгарской Софии, где стал бронзовым призёром в четвёрках на дистанциях 500 и 1000 метров. В следующем сезоне на мировом первенстве в Белграде в тех же дисциплинах взял серебро и бронзу, ещё через год на аналогичных соревнованиях в немецком Дуйсбурге добавил в послужной список ещё две бронзовые медали, выигранные в двойках на километре и десяти километрах.
Несмотря на то что Испания бойкотировала Олимпийские игры 1980 года в Москве по политическим причинам, Рамос всё-таки попал на эти Игры и выступил там под нейтральным олимпийским флагом. В двойках на тысяче метрах совместно с Эрминио Менендесом получил бронзу, уступив экипажам СССР и Венгрии. 
После двух Олимпиад Рамос остался в основном составе национальной команды Испании и продолжил принимать участие в крупнейших международных регатах. Так, в 1982 году он стартовал на чемпионате мира в Белграде и выиграл бронзовую медаль в двойках в километровой дисциплине. Будучи одним из лидеров сборной, успешно прошёл квалификацию на Олимпийские игры 1984 года в Лос-Анджелесе, где, тем не менее, медалей не выиграл. В четвёрках на дистанции 1000 метров сумел пробить в финал, однако в решающем заезде пришёл к финишу лишь шестым. Вскоре принял решение завершить спортивную карьеру.